# Markgraafschap Toscane
Het markgraafschap Toscane, ook wel de mark Tuscië (Tuscia), was een vorstendom dat formeel gezien viel onder het middeleeuwse koninkrijk Italië (dat op zijn beurt formeel gezien onder het Frankische Rijk en later onder het Heilige Roomse Rijk viel), maar feitelijk een grote mate van zelfstandigheid kende. De hoofdstad was Lucca.

## Ontstaan
Het vorstendom kwam voort uit het hertogdom Tuscië, dat een van de twintig hertogdommen was van het Longobardische Rijk. Toen de Frankische koning Karel de Grote de Longobarden onderwierp in 774, werd Tuscië gedegradeerd tot graafschap, maar in 812 werd het een markgraafschap, dat geleidelijk bekend zou komen te staan onder de naam Toscane. Dit vorstendom werd het machtigste van Italië, en de steun van de Toscaanse markgraven was essentieel voor iedere kandidaat voor het Italiaanse koningschap.

## Uiteenvallen
Mathilde van Toscane maakte in 1114 in haar testament al haar bezittingen, waaronder Toscane, over aan de Kerkelijke Staat. De Rooms-Duitse keizer betwistte dit en sindsdien werd er oorlog gevoerd in Toscane tussen keizersgezinden (later Ghibellijnen) en pausgezinden (later Welfen). Het markgraafschap viel uiteen in stadstaten, zoals Florence, Siena, Pisa, Lucca, Arezzo en Pistoia. Tot het einde van de 12e eeuw werd de titel markgraaf van Toscane nog gevoerd, maar deze stelde niets meer voor. In 1185 herstelde keizer Frederik I Barbarossa, die Italië was binnengevallen, tijdelijk het markgraafschap Toscane, maar met de dood van zijn opvolger keizer Hendrik VI in 1197 herwonnen de stadstaten hun onafhankelijkheid voorgoed.